# Idrija
Idrija és un petit poblet i municipi amb al mateix nom, a Eslovènia. És conegut per les seves mines de mercuri (actualment en procés de tancament) inscrites a la llista del Patrimoni de la Humanitat de la UNESCO des del 2012, així com de la producció de llaços.
Quan estava sota domini austríac, era coneguda com a Idria. S'hi descobrí mercuri l'any 1497, i el govern començà les extraccions mineres l'any 1580.
Idrija és un dels pocs llocs del món on el mercuri es troba tant en estat líquid com en sulfur. L'entrada subterrània de la mina coneguda com El Pou de l'Antoni (Antonijev rov) s'utilitza avui dia per a visites turístiques dels nivells superiors, acompanyat d'historietes que mostren com treballaven els miners. Els nivells inferiors, que arriben fins cap a 400 metres de profunditat i que ja no s'utilitzen, estan en procés de tancament.
La ciutat fantasma de Nova Ídria, a Califòrnia, un lloc d'extracció de mercuri durant la Febre de l'Or de Califòrnia del segle xix, prové del nom d'Idrija.